# لياندرو رويز ماتشادو
لياندرو رويز ماتشادو هو لاعب كرة الماء برازيلي، ولد في 22 فبراير 1977.